# Paul Azinger
Paul William Azinger (* 6. Januar 1960 in Holyoke, Massachusetts) ist ein US-amerikanischer Profigolfer der PGA Tour. Er gehört dem Kreis der Major-Sieger an.

## Werdegang
Nach dem Besuch der Florida State University wurde Azinger im Jahr 1981 Berufsgolfer. Seine besten Jahre auf der PGA Tour hatte er von 1987 bis 1993, als er elf Turniersiege erzielen konnte, jede Saison mindestens einen, und auch seinen einzigen Major-Sieg, die PGA Championship 1993 holte.
Im Jahre 1994 wurde bei Azinger Lymphknotenkrebs im rechten Schulterblatt festgestellt. Mit Hilfe von Chemotherapie, Bestrahlungen und großer Willensstärke konnte er die Krankheit besiegen und im Jahre 1995 mit einem vierten Platz bei den United Airlines Hawaiian Open Championships ein vielbeachtetes Comeback feiern. Über seinen Kampf mit dem Krebs schrieb er ein Buch mit dem Titel Zinger – sein Spitzname in der Turnierszene. Im Jahre 2000 gewann er auf Hawaii die Sony Open, sein erster Sieg nach der Genesung. Zwei Jahre später wurde er zum vierten Male in die amerikanische Ryder Cup Mannschaft einberufen. Im Jahre 2008 hat er das Team der USA als Kapitän (non-playing captain) zum ersten Sieg seit 1999 geführt.
Für seinen, 1999 tödlich verunglückten, Freund und berühmten Golfkollegen Payne Stewart hielt Azinger die Grabrede.
Er ist mit seiner Frau Toni verheiratet. Die beiden haben zwei Kinder und leben in Bradenton, Florida.

## PGA Tour Siege
- 1987: Phoenix Open, Panasonic Las Vegas Invitational,  Canon Sammy Davis Jr.-Greater Hartford Open
- 1988: Hertz Bay Hill Classic
- 1989: Canon Greater Hartford Open
- 1990: MONY Tournament of Champions
- 1991: AT&T Pebble Beach National Pro-Am
- 1992: The Tour Championship
- 1993: Memorial Tournament,  New England Classic, PGA Championship
- 2000: Sony Open in Hawaii

Major Championships sind fett gedruckt.

## European Tour Siege
- 1990: BMW International Open
- 1992: BMW International Open

## Teilnahmen an Teambewerben
- Ryder Cup: 1989, 1991 (Sieger), 1993 (Sieger), 2002
- World Cup: 1989
- Presidents Cup: 1994 (Vizekapitän, Sieger), 2000 (Sieger)